# Academia Filipina de la Lengua Española
La Academia Filipina de la Lengua Española (abreviado AFLE) es una academia lingüística encargada de regular el idioma español en las Filipinas. Es una de las tres academias lingüísticas españolas en países donde el español no tiene estatus oficial a nivel federal, siendo las otras la Academia Norteamericana de la Lengua Española, en los Estados Unidos y la Academia Nacional del Judeoespañol, en Israel. Está constituida por un grupo de académicos, profesores, filólogos, periodistas y escritores reconocidos en el idioma español. 
Su ubicación original era en el Casino Español de Manila en Ermita, Manila, barrio histórico de la ciudad, antes de moverse a su sede actual en Makati. Es miembro fundador de la Asociación de Academias de la Lengua Española (ASALE).

## Historia
Fue establecida en Manila el 25 de julio de 1924, siendo la undécima academia española del mundo. Su fundación supuso la evidente posición superior del idioma español en las Filipinas por sobre otros idiomas, como el inglés, a pesar de la creciente influencia cultural de los Estados Unidos en la época.  
Sus fundadores y principales impulsores fueron el novelista y cuentista Guillermo Gómez Windham, el polígrafo Jesús Balmori y el poeta y ensayista Fernando María Guerrero, llamado "príncipe de los poetas filipinos", fundador del diario filipino en español El Renacimiento. Su hija, Evangelina Guerrero, también poetisa, sería más tarde la primera mujer a quien se le ofreciera la condecoración en el ámbito de todas las academias hispánicas de la lengua, al que renunció por entender que este más bien constituía un homenaje al difunto padre y fundador. La segunda mujer académica filipina fue la escritora Adelina Gurrea.
Darío Villanueva, director de la Real Academia Española, visitó la academia filipina en julio de 2017, como parte de su visita oficial a las Filipinas. Durante dicha visita, donde también presidió una reunión de la junta directiva de la Academia, remarcó que la Academia ha fungido como un "faro del español" en el país.

## Académicos
Junta Directiva:
- Emmanuel Luis Romanillos, director
- José Rodríguez Rodríguez, director honorario
- Salvador B. Malig, vicedirector
- René Ángelo Prado, tesorero
- Macario Ofilada, secretario
- Wystan de la Peña Salarda, secretario adjunto
- Guillermo Gómez Rivera, bibliotecario

### Académicos de número por orden de antigüedad
- Guillermo Gómez Rivera
- Edmundo Farolán Romero
- Fidel Villarroel
- Pedro G. Tejero
- Ramón A. Pedrosa
- José Rodríguez Rodríguez
- Diosdado Talamayan y Aenlle
- Rosalinda Orosa
- José Arcilla Solero S. J.
- María Consuelo Puyat-Reyes
- Francisco C. Delgado
- Gloria Macapagal-Arroyo
- Benito Legarda
- Salvador B. Malig
- Alberto G. Rómulo
- Wystan de la Peña Salarda
- Lourdes Castrillo Brillantes
- Regino Paular y Pintal
- Emmanuel Luis A. Romanillos
- José María Cariño y Ancheta
- Macario Ofilada
- Erwin Thaddeus Bautista Luna
- René Ángelo Prado Singian
- René S. Salvania
- Trinidad O. Regala
- Daisy López

## Académicos electos
- Ricardo Vidal